# Rafael Murillo Vidal
Rafael Murillo Vidal (San Andrés Tuxtla, Veracruz; 26 de octubre de 1904-Xalapa, Veracruz; 4 de noviembre de 1986) fue un político mexicano, miembro del Partido Revolucionario Institucional. Fue gobernador de Veracruz entre 1968 y 1974.

## Vida política
Sus estudios primarios y secundarios los realizó en la Ciudad de Córdoba en la Escuela Francisco Hernández y Hernández. Posteriormente se fue a la Ciudad de México en donde se inclinó por la carrera de Derecho.
Ya como profesional retornó a su tierra natal e inició su carrera política como Juez de Primera Instancia en diferentes Distritos Judiciales de la entidad, durante la gestión del entonces Gobernador del Estado, Adalberto Tejeda.
Pocos después, ocupó el cargo de Magistrado del Tribunal Superior de Justicia, cargo que le fue otorgado por decreto del 24 de noviembre de 1932, para más tarde, ocupar la Secretaría de la Suprema Corte de Justicia de la Nación.
El Lic. Murillo Vidal también desempeñó puestos de elección popular como la Diputación Local por Tuxpan para el periodo de 1936-1938, ocupó la Presidencia Municipal de Orizaba en forma interina entre 1939 y 1940 y fue Diputado federal en tres ocasiones.
Durante la gestión del General Manuel Ávila Camacho fue director de Gobierno y después Oficial Mayor, cargo que también desempeñó en la Cámara de Senadores. Fue miembro fundador del Partido Revolucionario Mexicano (PRM), que posteriormente se convertiría en Partido Revolucionario Institucional (PRI). Fue a él quien le toca firmar el Acta Constitutiva del Partido en representación del Estado de Veracruz.
Fue Secretario General de la Federación de Organizaciones Populares del Distrito Federal y secretario de Acción Popular en el Comité Nacional del Partido Revolucionario Institucional.
Durante los gobiernos presidenciales de Adolfo López Mateos y Gustavo Díaz Ordaz, se le nombró director general de Correos. En 1967 desempeñaba el puesto de Senador de la República por el Estado de Veracruz y como representante del Gobierno en la Capital de la República. Fue en este último puesto cuando fue nominado como candidato a la Gubernatura de Veracruz.
La legislatura local, según decreto del 8 de septiembre de 1968, lo declaró Gobernador Constitucional para el periodo 1968-1974.
Al término de su gestión se trasladó a la Ciudad de México donde, en agosto de 1977, el presidente de la República, Lic. José López Portillo lo designó Director del Diario Oficial de la Federación.
Falleció en la ciudad de Xalapa el 4 de noviembre de 1986 a los 82 años de edad.